# قشلاق حاج حيدر غل احمد (مقاطعة بيله سوار)
قشلاق حاج حیدر غل احمد (بالفارسية: قشلاق حاج حیدرگل احمد) هي منطقة سكنية تقع في إيران في أردبيل. يقدر عدد سكانها بـ 184 نسمة .